# Iberospinus
Iberospinus („spinosaurid z Pyrenejského pollostrova“) byl rod spinosauridního teropodního dinosaura, žijícího v období rané křídy (geologický věk barrem, asi před 125 miliony let) na území současného Portugalska (lokalita Cabo Espichel, známá stopami "oslíka panny Marie").

## Objev a popis
Fosilie tohoto dinosaura byly objeveny v letech 1999 a 2004 až 2008 v sedimentech geologického souvrství Papo Seco (katalogové označení ML 1190) a původně byly považovány za fosilie populárního druhu Baryonyx walkeri (tak byly v roce 2011 i popsány). V roce 2019 se ale ukázalo, že se patrně jedná o jiný druh spinosaurida. Nový fosilní materiál, objevený na lokalitě po roce 2020 umožnil stanovit s jistotou, že se jedná o samostatný taxon spinosauridního teropoda. Typový druh I. natarioi byl pak formálně popsán v únoru roku 2022.

Iberospinus - rekonstrukce vzezření.

## Zařazení
Fylogenetická analýza ukázala, že I. natarioi byl zástupcem čeledi Spinosauridae a byl pravděpodobně blíže příbuzný podčeledi Baryonychinae než podčeledi Spinosaurinae, nespadal ale ani do jedné z nich.